# 胆甾烷
胆甾烷是一种由类三萜生物合成的饱和四环甾体，其为27个碳的化合物，可作为胆固醇成岩作用产生的主要C-27生物标记，在岩石记录中最为丰富。在石油的有机化学分析中经常能发现胆甾烷。
胆甾烷的结构是在雄烷骨架的C-17位上有2′-甲基庚烷，两者在6′-位以β-构型相连接，而其中A/B环为反式构型。胆甾烷有两个常见的立体异构体：5α-胆甾烷、5β-胆甾烷。

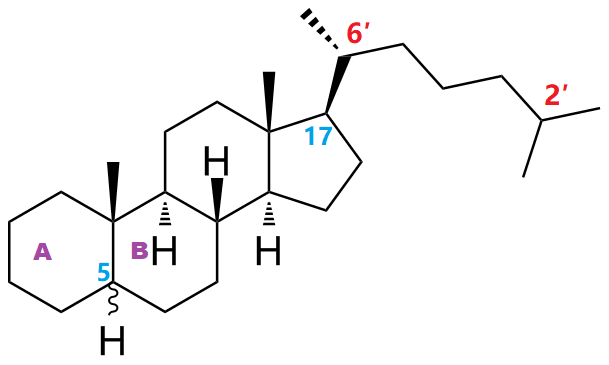
胆甾烷的结构描述，含2′-甲基庚烷

5α-胆甾烷
5β-胆甾烷 （又称粪甾烷[3] coprostane）